# デヴィッド・ファラガット
デヴィッド・グラスゴー・ファラガット（David Glasgow Farragut、1801年7月5日 - 1870年8月14日）は、アメリカ合衆国海軍の軍人である。アメリカ海軍では初の海軍少将、同中将、同大将に昇った。南北戦争のモービル湾の海戦で「機雷がなんだ。全速前進!」という命令を出したことで、大衆文化の中でも記憶されている。
山梨勝之進は「世界史的な観点から海軍の名将を列挙するならば」として8名の提督を挙げた上で、ホレーショ・ネルソン、デヴィッド・ファラガット、東郷平八郎の3名について特記している。

## 初期の経歴
ファラガットは1801年に、テネシー州ホルストン川（現在のテネシー川）沿いのロウズフェリで、父ジョージ・ファラガット、母エリザベス・シャイン（1765年-1808年）の息子として生まれた。父はスペインのメノルカ島生まれであり、母はスコットランド系アイルランド人の子孫で、ノースカロライナ州出身だった。その出生地はテネシー州ノックスビルに近く、キャンベルズステーションの数マイル南東にあった。父は渡し船を運航し、テネシー州民兵隊の騎兵士官も務めていた。父のスペイン名はジョルディ・ファラグート・メスキーダ（Jordi Farragut Mesquida、父姓はFerragutとも）であり、メノルカ島のスペイン商船船長となった父アントーニ・ファラグートと母ホアナ・メスキーダのもとに生まれていた。1766年にアメリカに渡って、名をジョージに変えた。アメリカ独立戦争ではアメリカ側に付いた。戦中に海軍大尉となり、初めはサウスカロライナ州海軍、後に大陸海軍に勤めた。戦後西のテネシー州に移住した。
1805年、父はニューオーリンズ港での役職を引き受けた。父が先ずニューオーリンズに旅立ち、家族がその後に続いた。雇った川水夫の助けを借りた平底船での1,700マイル (2,700 km) に及ぶ冒険旅行であり、当時4歳のファラガットにとって初めての旅だった。家族がニューオーリンズで暮らしているときに、母が黄熱病で死んだ。父は幼い子供達を友人の家族に預けて、世話をしてもらう計画を立てた。
デヴィッド・ファラガットの生まれた時の名前はジェイムズだった。母の死後の1808年、父親同士が友人だった海軍士官デヴィッド・ポーターと暮らし、養子にされることになった。1812年養父の名を貰ってデヴィッドと名を変え、1810年後半には父と共に船に乗るようになった。養父の家は海軍一家だった。養家で兄弟になった中には後の南北戦争で海軍提督デイビッド・ディクソン・ポーターや海軍代将のウィリアム・D・ポーターがいた。

## 結婚と家族
ファラガットはUSSフェレットの副官に任命され、最初の巡航を終えた後、1823年9月24日にスーザン・キャロライン・マーチャントと結婚した。スーザンは数年間病気を患った後の1840年12月27日に死亡した。ファラガットは妻の病気療養中にその面倒を良くみたことで知られている。3年後の1843年12月26日にバージニア・ロイアルと再婚し、1844年10月12日に息子のロイアルが生まれた。

## 海軍での任務

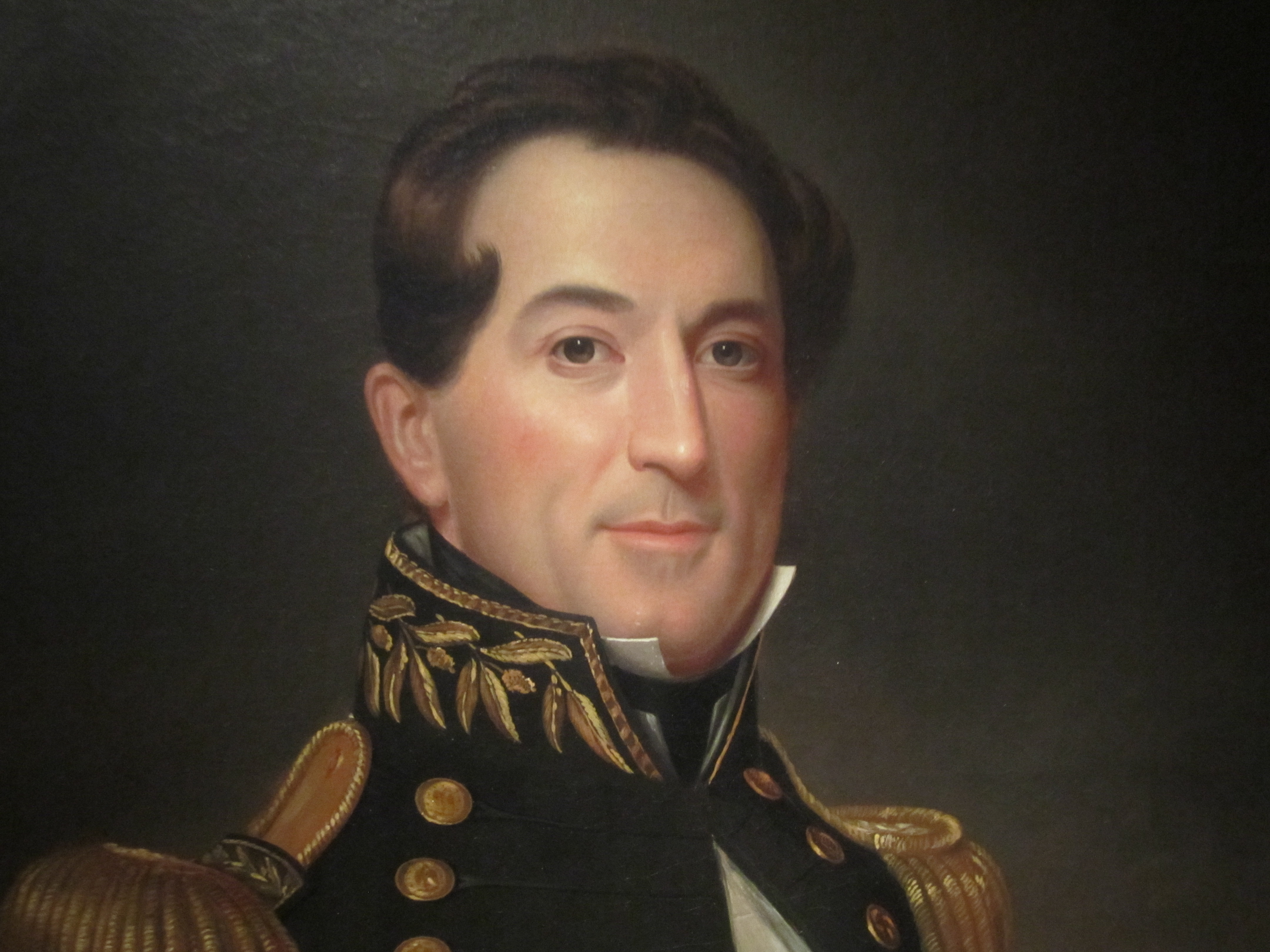
ワシントンD.C.の国立肖像画ギャラリーにあるファラガットの肖像画

ファラガットの海軍での経歴は9歳のときに士官候補生として乗り組んだことに始まり、40年以上の間に幾つかの戦争に従軍した。特に南北戦争では幾つかの海戦で決定的な勝利を挙げたことで知られている。

### 米英戦争
ファラガットは1810年12月17日、9歳の時に養父の影響力でアメリカ海軍の士官候補生となった。12歳で捕獲品管理者となり、米英戦争ではデヴィッド・ポーター海軍大佐の下で戦った。USSエセックスに乗り組んでいた1812年8月13日、イギリス海軍のHMSアラート捕獲の現場にいた。この後、捕獲したアラートを安全な港まで回航する任務を与えられた。1813年、ヌークヒバ作戦で太平洋に向かい、太平洋ではアメリカ初の海軍基地と植民地建設に関わり、マディソンビルと名付けた。このとき島の敵対的な部族と戦闘になったが、同盟したテ・アイイ族の協力も得た。
1814年3月28日、チリのバルパライソ湾でイギリス艦と戦った時に、ファラガットは負傷し、捕虜になった。

### 西インド諸島
1822年、ファラガットは海軍大尉に昇進した。西インド諸島の海賊に対する作戦を実行中だった。カリブ海で海賊と戦うために艤装された艦船の「モスキート艦隊」で任務に就いた。昔の艦長であるポーター准将が艦隊指揮を執ることを知ると、ポーターの弟であるジョン・ポーターが指揮する小艦の1つグレイハウンド乗艦を求め、認められた。1823年2月14日、艦隊は西インド諸島に向けて出帆し、その後の6か月で、海賊をカリブ海から追い出し、様々な島の隠れ家から駆逐した。この作戦ではエクスペリメントの副艦長になった。1824年、USSフェレットの指揮を任され、初めて指揮する艦となった。

### メア・アイランド海軍造船所
1853年、アメリカ合衆国海軍長官ジェイムズ・C・ドビンが、サンパブロ湾のサンフランシスコ近くにメア・アイランド海軍造船所を造る役目にファラガット海軍中佐を選んだ。1854年8月、バージニア州ノーフォークの兵站部検査官補を務めていたファラガットがワシントンから呼び戻された。フランクリン・ピアース大統領がファラガットの海軍での経歴を顕彰し、新しい任務に付けさせたものだった。1854年9月16日、ファラガットはカリフォルニア州ヴァレーホのメア・アイランド海軍造船所の指揮官に就任した。この造船所はアメリカ西海岸で艦船を修繕する港になった。ファラガットは1858年7月16日に海軍大佐としてメア島任務を命じられ、1859年8月11日に英雄としての出迎えを受けて戻った。

### 南北戦争

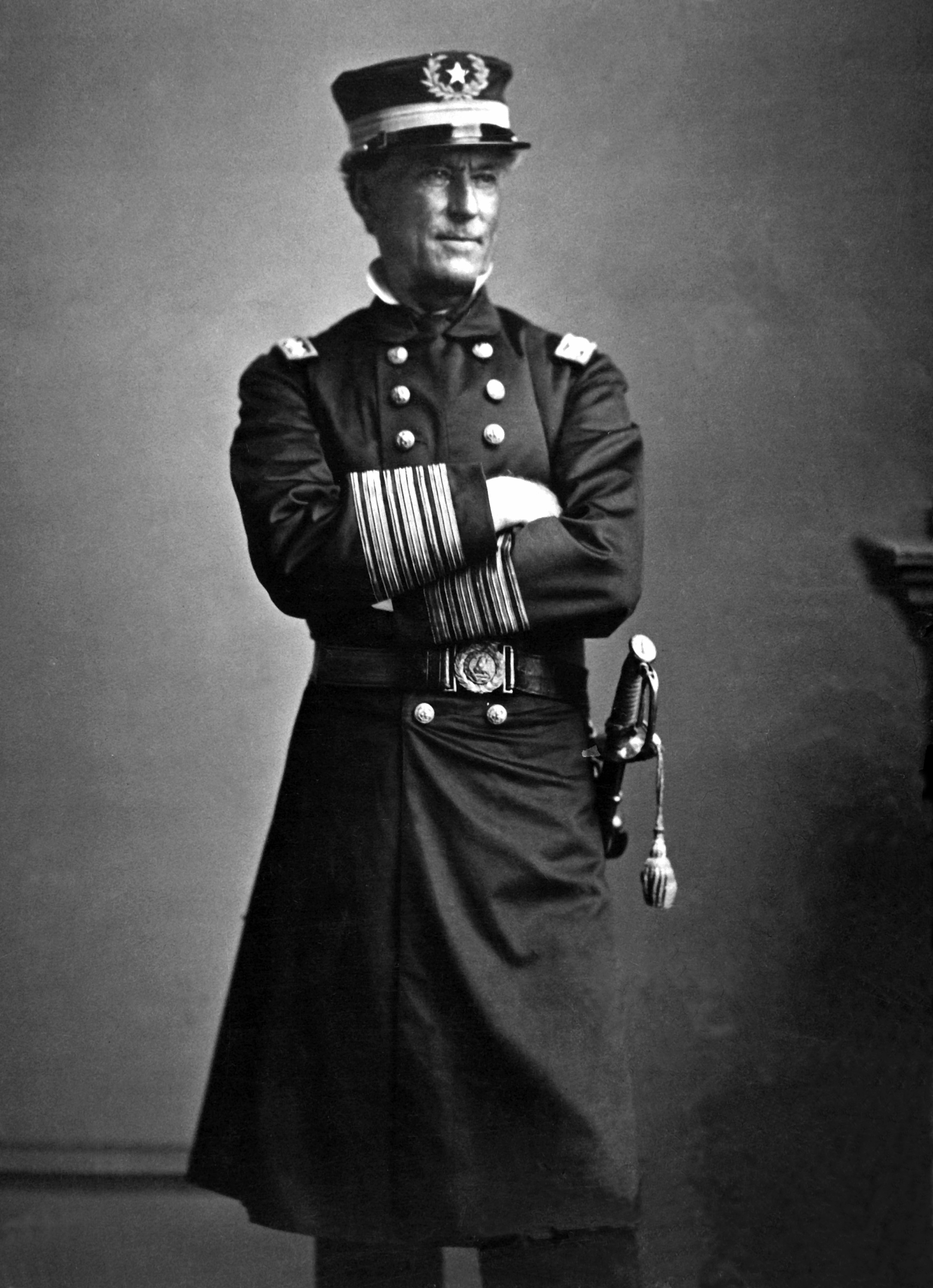
ファラガット提督、1863年頃

ファラガットは南北戦争前にノーフォークに住んでいたが、知人にはアメリカ合衆国からの脱退は反逆と見なすという考えを明らかにしていた。開戦の直前にバージニア生まれの妻と共に、ニューヨーク市からすぐ郊外にある小さな町、ヘイスティングス・オン・ハドソンに移転した。
北軍での就役を申し出たが、最初は海軍退役兵局での任務を与えられた。養家の兄弟であるデイビッド・ディクソン・ポーターから特殊任務の指揮を提案されたが、その標的がノーフォークになる可能性があることを知ると躊躇した。そこには友人や親戚が住んでいたので、標的が子供時代を過ごしたニューオーリンズに変更されたことを知って安心した。ファラガットは南部の生まれであり、その妻もそうだったので、海軍はファラガットの北軍に対する忠誠心をいくらか疑っていた。ポーターがファラガットの肩を持ち、ファラガットはニューオーリンズ攻撃の主要任務を担うことになった。
1862年2月3日、メキシコ湾封鎖戦隊の指揮官に指名され、秘密任務を受けた。その旗艦とした大砲25門搭載蒸気艦USSハートフォードに、17隻の艦艇からなる艦隊を従え、ハンプトン・ローズを出港した。ミシシッピ川の河口に到着すると、その両岸には南軍のセントフィリップ砦とジャクソン砦があり、2つ合わせて100門以上の重砲があり、守備隊は700名がいた。ファラガットの艦隊が接近したことを知ると、南軍はニューオーリンズ港の外に16隻の砲艦艦隊を集合させた。
4月18日、ファラガットはポーターの指揮する迫撃砲艦隊に2つの砦への砲撃開始を命令し、そこそこの損害を与えたが、降伏を強いるところまでは至らなかった。2日間にわたる激しい砲撃戦の後で、ファラガットはジャクソン砦とセントフィリップ砦の下を通り過ぎ、さらにシャルメット砲台の下も過ぎて、4月29日にはニューオーリンズ市と港を占領した。この戦争では決定的な出来事になった。アメリカ合衆国議会は1862年7月16日に海軍少将（リア・アドミラル）の位を創設してファラガットに与えその栄誉を称えた。この階級はそれまでのアメリカ海軍には無かった。この時までアメリカ海軍は「フラッグオフィサー」という言葉を好み、アドミラル（提督）という階級を使わないようにしていた。これはヨーロッパ諸国海軍の階級に関する伝統とは区別するためだった。この年の7月、ファラガットはミシシッピ州ヴィックスバーグを守る砲台の下も通過したが、この時は成果を挙げられなかった。間に合わせの南軍装甲艦がファラガットの38艦の戦隊を後退させた。
ファラガットは好戦的な指揮官として、常に他者と協調できるわけではなかった。ポートハドソンの包囲戦では、当初の作戦が、ナサニエル・バンクス将軍指揮するメキシコ湾岸軍による陸からの陽動攻撃に支援されて、南軍の堅い要塞の下をファラガットの戦隊が通過することになっていた。行動開始は1863年3月15日午前8時と決められていた。ファラガットは3月14日に、行動開始時刻をその日の午後9時に勝手に繰り上げ、北軍陸上部隊が配置に付く前に砲台下の通過を始めさせた。北軍の協調が取られていなければ、南軍はファラガットの戦隊に攻撃を集中でき、その艦船に大きな損傷を与えた。

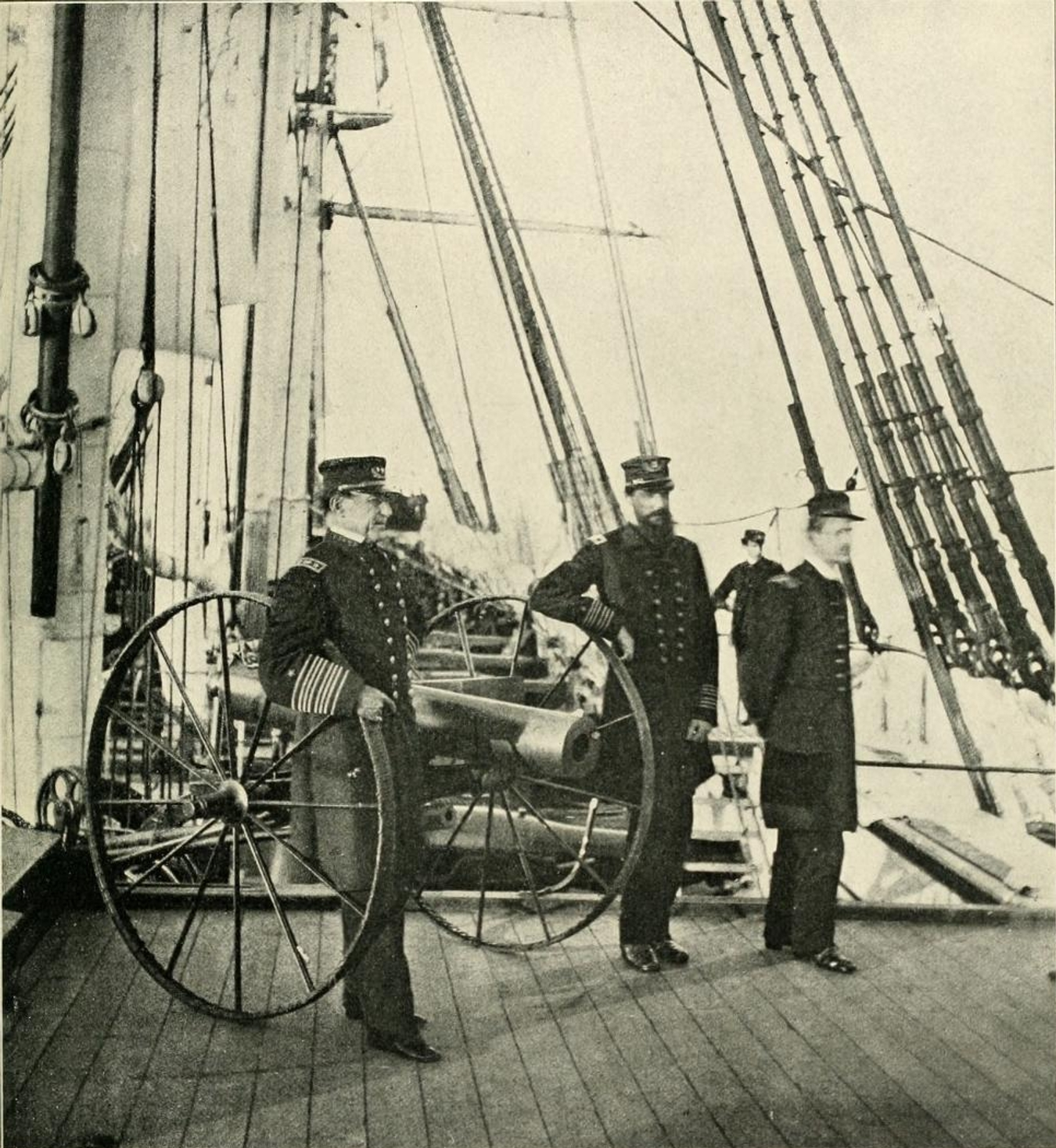
ハートフォード艦上のファラガット

ファラガット戦隊は後退を強いられ、2艦のみが南軍の砲台下を通過できただけだった。ファラガットは砲撃を免れた後、ポートハドソンの戦闘には参加できず、バンクス将軍は海軍の支援という利点無しに包囲を続けることになった。北軍は砦に対して2度総攻撃を掛けたが、2度とも大きな損失を出して跳ね返された。ファラガットの戦隊は分裂していたが、残った2艦でレッド川河口を封鎖することはできた。ポートハドソンとヴィックスバーグの間のミシシッピ川を効率よくパトロールするのはできなかった。ファラガットの判断がアメリカ海軍と北軍陸上部隊にとって高いものにつき、このポートハドソンでは戦争全体の中でも高い損失率を出した。
7月4日にヴィックスバーグ要塞が降伏し、ポートハドソンはミシシッピ川で南軍最後の要塞となった。7月9日、南軍守備隊から降伏の意思表示があり、バンクス将軍はこれを受け入れた。アメリカ軍事史で最も長い包囲戦が終わった。ミシシッピ川を支配することは北軍戦略にとって最重要事であり、ポートハドソンの降伏によって南軍の支配地は2つに分けられてしまった。
1864年8月5日、ファラガットはモービル湾の海戦で大きな勝利を挙げた。モービルは南軍にとってメキシコ湾に開いた最後の港だった。湾は多くの機雷で埋められていた。当時は係留された機雷を魚雷（トーピードウ）と呼んでいた。ファラガットはその艦隊に湾突入を命じた。偵察艦USSテクムセが機雷に触れて沈んだとき、その他の艦は後退を始めた。

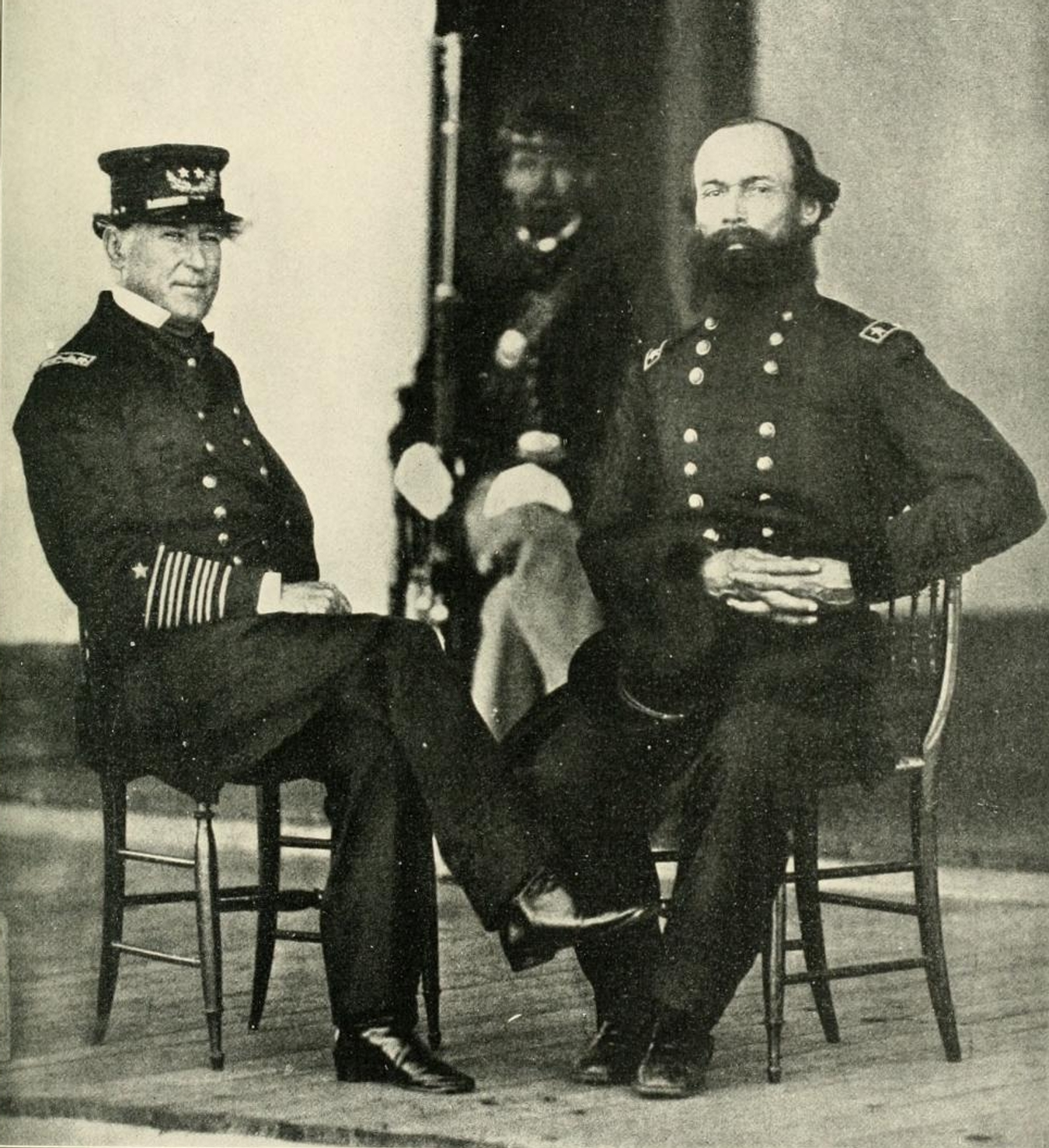
ファラガット提督（左）とゴードン・グレンジャー将軍

ファラガットはその高い指揮台から艦船が戻ってきているのを見た。ファラガットは旗艦USSハートフォードの索具に自身の体を縛り付けていた。その旗艦の拡声器からUSSブルックリンに向かって「何があったんだ？」と叫んだ。「機雷です!」という返事が返ってきた。「機雷がなんだ!」とファラガットは叫び、「鐘4打。ドレイトン艦長、前進! ジューエット、全速!」と続けた。艦隊の大半が湾の内に入ることに成功した。ファラガットはモーガン砦とゲインズ砦の砲台からの抵抗を乗り越え、フランクリン・ブキャナン提督の戦隊を破った。
1864年12月21日、エイブラハム・リンカーン大統領はファラガットを海軍中将に昇進させた。戦後の1866年7月25日には海軍大将に昇進した。最後の任務は1867年から1868年まで、スクリュー推進フリゲート艦USSフランクリンを旗艦とするヨーロッパ戦隊を指揮したことだった。ファラガットは生涯現役に留まっていた。このような海軍士官は他に6人しかいない。

### ファラガットの海軍における年譜

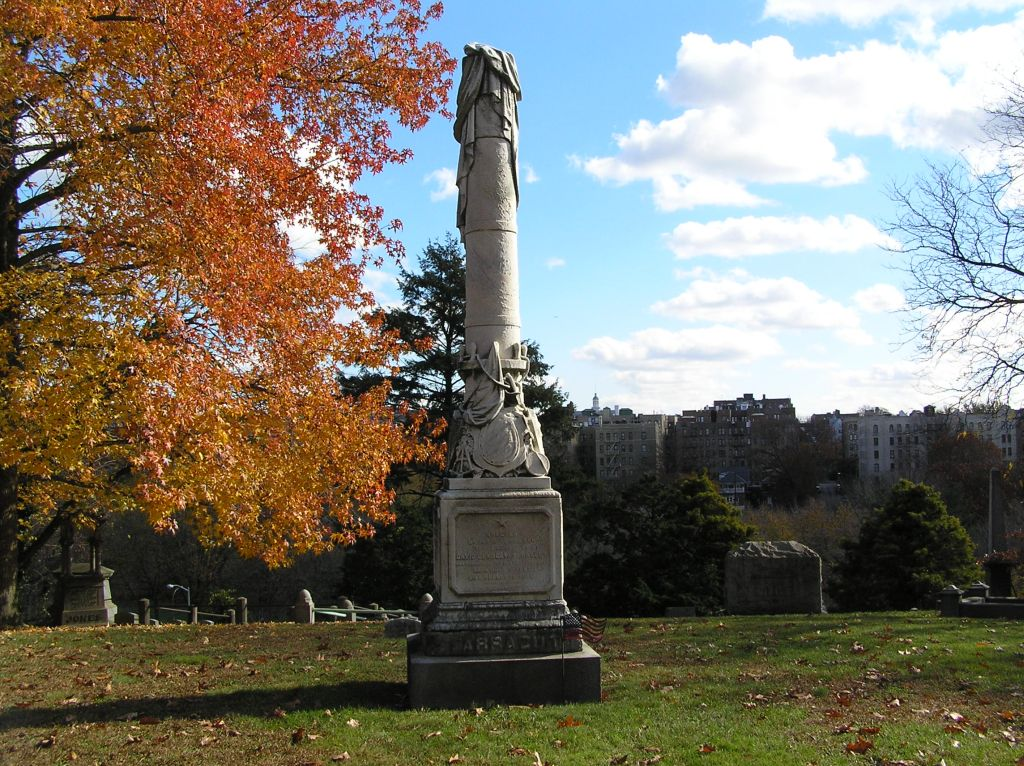
ブロンクス区ウッドローン墓地にあるファラガットの記念碑

- 1810年12月17日、士官候補生に任官
- 1812年、エセックス乗り組み
- 1815年 – 1817年、インディペンデンスとマケドニアンで地中海任務
- 1818年、チュニスで9か月間陸上勤務
- 1819年、USSシャークの副官
- 1823年、USSフェレット指揮官
- 1825年1月13日、フリゲート艦ブランディワインで海軍大尉に昇進
- 1826年 – 1838年、様々な艦で従属任務
- 1838年、スループ艦エリー指揮官
- 1841年9月8日、海軍中佐に昇進
- 米墨戦争、スループ・オブ・ウォーサラトガ指揮官
- 1848年 – 1853年、バージニア州ノーフォーク海軍基地勤務、兵站部検査官補
- 1852年9月 – 1853年8月、バージニア州モンロー砦のオールドポイントコンフォートで、海軍砲台の耐久性試験監督[28]
- 1853年 – 1854年、ワシントンD.C.勤務
- 1855年9月14日、海軍大佐に昇進
- 1854年 – 1858年、サンフランシスコ湾でメア島海軍基地建設任務
- 1858年 – 1859年、スループ・オブ・ウォーUSSブルックリン指揮官
- 1860年 – 1861年、ノーフォーク海軍基地勤務
- 1862年1月、USSハートフォード指揮、17艦を率いて西メキシコ湾封鎖戦隊指揮
- 1862年4月、占領したニューオーリンズ市の指揮
- 1862年7月16日、海軍少将に昇進
- 1862年6月23日、ミシシッピ州ヴィックスバーグで負傷
- 1863年5月、USSモノンガヘラ指揮
- 1863年5月、USSペンサコーラ指揮
- 1863年7月、USSテネシー指揮
- 1864年9月5日、北大西洋封鎖戦隊の指揮を提案されたが辞退
- 1864年12月21日、海軍中将に昇進
- 1865年4月、エイブラハム・リンカーン大統領葬儀の儀仗兵を務めた
- 1866年7月25日、海軍大将に昇進
- 1867年6月、USSフランクリン指揮
- 1867年 – 1868年、ヨーロッパ戦隊指揮
- 1870年8月12日、死去

## 死
ファラガットは1870年8月12日、休暇中のニューハンプシャー州ポーツマスで心臓発作のために死去した。69歳だった。ニューヨーク市ブロンクス区ウッドローン墓地に埋葬された。その墓所はアメリカ合衆国国家歴史登録財に指定されている。

## 遺産

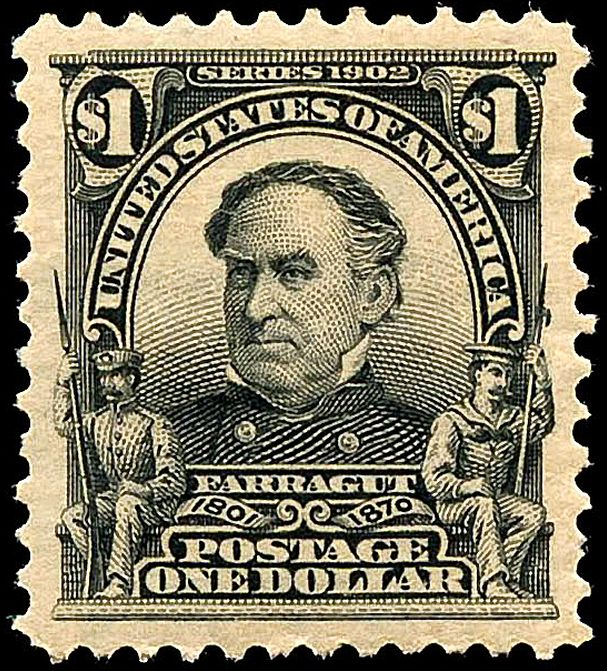
1903年発行の切手

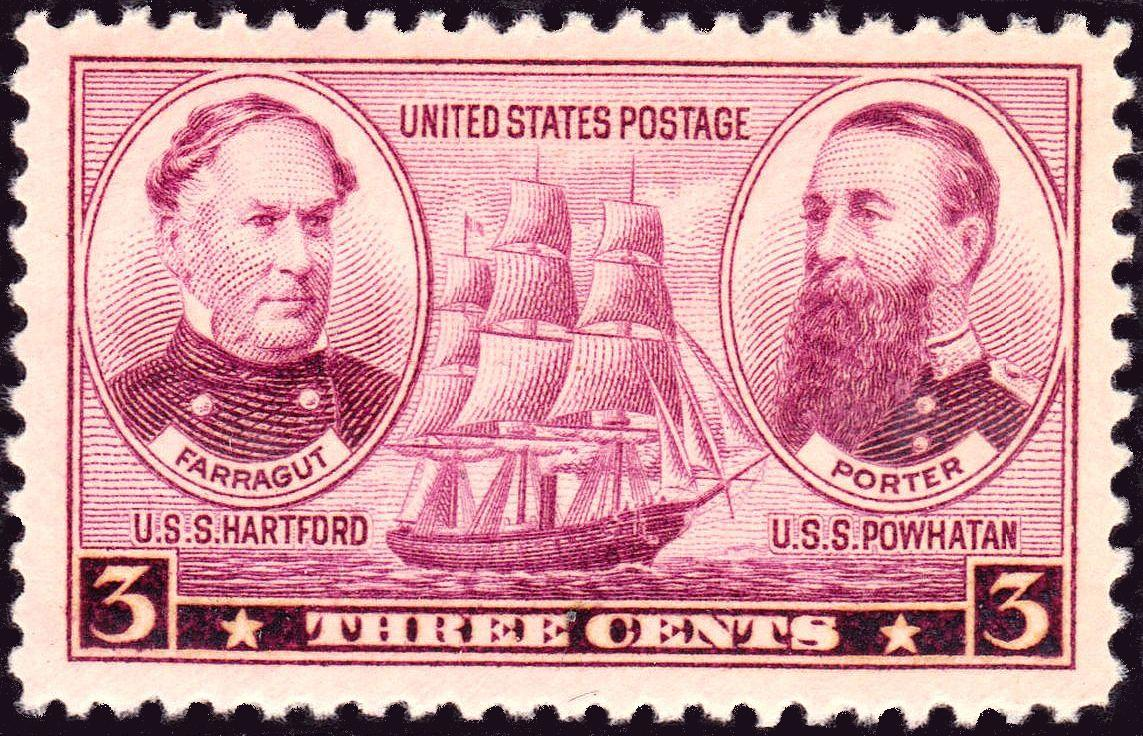
1937年発行の切手

アメリカ海軍の将校ではこれまでに4人が郵便切手の図案に使われたが、ファラガットは1回にとどまらず採用される栄誉に浴した。最初は1903年に発行された1ドル黒単色のものだった。2回目は1937年に発行された海軍切手であり、5種シリーズの1つだった。3セント紫単色であり、左にファラガット、右にデヴィッド・ポーター、中央に帆走航海中の戦艦を配した。最近のものでは1995年6月29日にペンシルベニア州ゲティスバーグで発行された32セント切手がある。
ファラガットの子孫では1人だけが海軍に勤めた。6代後の甥ブレット・ヒンチ（オーストラリア人）が1985年から1995年までオーストラリア海軍に勤め、海軍中佐になった。